# Kurt Röthlisberger
Kurt Röthlisberger (Suhr, 21 mei 1951) is een voormalig voetbalscheidsrechter uit Zwitserland, die onder meer actief was op twee WK-eindronden: 1990 en 1994. Hij floot tevens één wedstrijd op het EK 1992. In 1993 leidde Röthlisberger de finale van de Champions League tussen Olympique Marseille en AC Milan.
Röthlisberger en zijn Italiaanse collega Pierluigi Pairetto werden bij het WK 1994 door de FIFA voortijdig naar huis gestuurd. Röthlisberger gaf later toe dat hij in het duel tussen Duitsland en België de Rode Duivels een strafschop had onthouden, toen de Duitser Thomas Helmer de Belgische aanvaller Josip Weber ten val bracht.
In 1995 werd Röthlisberger door de FIFA voor drie maanden geschorst, omdat hij zijn status als internationaal scheidsrechter zou hebben misbruikt bij zijn pogingen een zetel in het Zwitserse parlement te bemachtigen. Twee jaar later, op donderdag 27 maart 1997, kreeg hij van de UEFA een levenslange schorsing nadat hij had toegegeven bij de wedstrijd Grasshoppers-AJ Auxerre, op 30 oktober 1996 in de Champions League, geprobeerd had om de thuisploeg geld afhandig te maken. Als tegenprestatie zou de aangestelde scheidsrechter Vadim Zhuk uit Wit-Rusland, een goede vriend van Röthlisberger, de ploeg uit Zwitserland bevoordelen. Later startte Röthlisberger een civiele procedure tegen de Europese voetbalbond.

## Interlands
| Datum             | Wedstrijd                            | Uitslag | Competitie        | Kreeg geel | Kreeg voor de tweede keer geel en dus rood | Weggestuurd |
| ----------------- | ------------------------------------ | ------- | ----------------- | ---------- | ------------------------------------------ | ----------- |
| 21 september 1988 | Zweden – West-Duitsland              | 2 – 1   | Olympische Spelen | 2          | 0                                          | 0           |
| 25 september 1988 | Brazilië – Argentinië                | 1 – 0   | Olympische Spelen | 2          | 0                                          | 0           |
| 7 mei 1989        | Zweden – Polen                       | 2 – 1   | WK-kwalificatie   | 0          | 0                                          | 0           |
| 11 oktober 1989   | Frankrijk – Schotland                | 3 – 0   | WK-kwalificatie   | 0          | 0                                          | 0           |
| 10 juni 1990      | Verenigde Staten – Tsjecho-Slowakije | 1 – 5   | WK-eindronde      | 4          | 0                                          | 1           |
| 21 juni 1990      | Engeland – Egypte                    | 1 – 0   | WK-eindronde      | 3          | 0                                          | 0           |
| 30 juni 1990      | Joegoslavië – Argentinië             | 2 – 3   | WK-eindronde      | 5          | 0                                          | 1           |
| 17 oktober 1990   | Wales – België                       | 3 – 1   | EK-kwalificatie   | ?          | ?                                          | ?           |
| 18 juni 1992      | Schotland – GOS                      | 3 – 0   | EK-eindronde      | 3          | 0                                          | 0           |
| 17 november 1993  | Wales – Roemenië                     | 1 – 2   | WK-kwalificatie   | 0          | 0                                          | 0           |
| 17 mei 1994       | Polen – Oostenrijk                   | 3 – 4   | Vriendschappelijk | 4          | 0                                          | 0           |
| 24 juni 1994      | Mexico – Ierland                     | 2 – 1   | WK-eindronde      | 4          | 0                                          | 0           |
| 2 juli 1994       | Duitsland – België                   | 3 – 2   | WK-eindronde      | 3          | 0                                          | 0           |
| 29 maart 1995     | Roemenië – Polen                     | 2 – 1   | EK-kwalificatie   | 2          | 1                                          | 0           |
| 11 juni 1995      | Oekraïne – Kroatië                   | 1 – 0   | EK-kwalificatie   | 3          | 1                                          | 0           |
| 6 september 1995  | Tsjechië – Noorwegen                 | 2 – 0   | EK-kwalificatie   | 4          | 0                                          | 0           |